# Informe Brereton
El Informe de Investigación del Inspector General de la Fuerza de Defensa Australiana sobre Afganistán, comúnmente conocido como Informe Brereton, es un informe sobre los crímenes de guerra cometidos por la Fuerza de Defensa Australiana durante la Guerra en Afganistán entre 2005 y 2016. La investigación fue dirigida por Paul Brereton, que es juez de la Corte Suprema de Nueva Gales del Sur y general de división en la reserva del ejército. La Comisión Independiente fue iniciada por el inspector general de las Fuerzas de Defensa de Australia en 2016 y, tras una larga investigación, entregó su informe final el 6 de noviembre de 2020. La versión redactada se hizo pública el 19 de noviembre de 2020.
El informe encontró pruebas de 39 asesinatos de civiles y prisioneros por (o bajo instrucción de) miembros de las fuerzas especiales australianas, que posteriormente fueron encubiertos por personal de las Fuerzas de Defensa Australiana. El informe indicó que 25 miembros del personal de las Fuerzas de Defensa Australiana estuvieron involucrados en los asesinatos, incluidos los que eran "cómplices" del incidente. Los homicidios ilegítimos discutidos en el informe comenzaron en 2009, y la mayoría ocurrieron en 2012 y 2013.

## Reporte
El informe se divide en tres partes. La primera parte proporciona antecedentes y contexto de la investigación, incluida su génesis. La segunda parte constituye el cuerpo principal del informe y examina en detalle 57 incidentes y temas destacados, y hace recomendaciones con respecto a cada uno de ellos. La tercera parte analiza cuestiones sistémicas que pueden haber contribuido al entorno en el que podría tener lugar el tipo de conducta que se detalla en el informe.: 28  La totalidad de la segunda parte está redactada, y Brereton recomienda que "no se haga pública, al menos hasta que finalicen los procedimientos (penales)".: 6–8, 10–11   Glenn Kolomeitz, un exoficial del ejército y abogado, explicó a ABC News que las redacciones podrían estar destinadas a evitar prejuicios en futuras investigaciones y procesamientos penales, para evitar contaminar esas investigaciones con información obtenida de testigos obligados a cooperar, y no exponer información espantosa que pueda traumatizar o enfurecer a la población.
Aunque los detalles se redactaron en la versión pública del informe, describió un incidente de 2012 como posiblemente "el episodio más vergonzoso en la historia militar de Australia" y señaló que "los comandantes a nivel de tropa, escuadrón y grupo de trabajo tienen la responsabilidad moral de mando" de esos eventos.: 103 
Los 39 asesinatos no parecen incluir presuntos asesinatos adicionales descritos anteriormente "extraoficialmente" a la Dra. Samantha Crompvoets, socióloga que trabaja para el ejército.: 119–121 

## Investigación

### Derribos
El informe encontró evidencia de la práctica de "derribos", donde las tropas australianas llevaban armas y equipo no proporcionados por las Fuerzas de Defensa Australiana con el propósito de "plantar" en los civiles muertos en combate.: 29  Las armas fueron luego utilizadas en pruebas fotográficas y de otro tipo para dar la ilusión de que los civiles eran "legítimos combatientes".: 29  El informe especula que los derribos comenzaron con el propósito -"menos atroz pero aún deshonesto"- de evitar el escrutinio cuando luego se descubrió que los combatientes legítimos no estaban armados, pero luego evolucionaron hacia el ocultamiento de asesinatos ilegales intencionales.: 29 

### Blooding (sangrar)
La investigación reveló que los soldados jóvenes a menudo eran requeridos por sus superiores para asesinar a los prisioneros para conseguir su "primera muerte", una práctica conocida como "blooding" Brereton describió la práctica como tal: "Típicamente, el comandante de la patrulla tomaría a una persona bajo control y el miembro subalterno[...] sería entonces instruido a matar a la persona bajo control".: 29  Se "plantaba" entonces armas y se creaba una "historia" para ocultar la práctica. El asesinato de prisioneros de guerra pasivos es un crimen de guerra.

### Responsabilidad
El informe analiza extensamente las partes responsables de los hechos delictivos, concluyendo que si bien los altos mandos "deben asumir alguna responsabilidad",: 30  "fue a nivel de los comandantes de patrullas donde se concibió, cometió, continuó y ocultó la conducta delictiva, y de manera abrumadora en ese nivel reside la responsabilidad".".: 33  Los comandantes de patrulla eran cabos y sargentos, y la investigación "no encontró pruebas de que hubiera conocimiento o una indiferencia imprudente hacia la comisión de crímenes de guerra"[ : 31  por parte de los oficiales al mando desde el nivel de tropa/plataforma hacia arriba.: 30–31 

## Respuesta

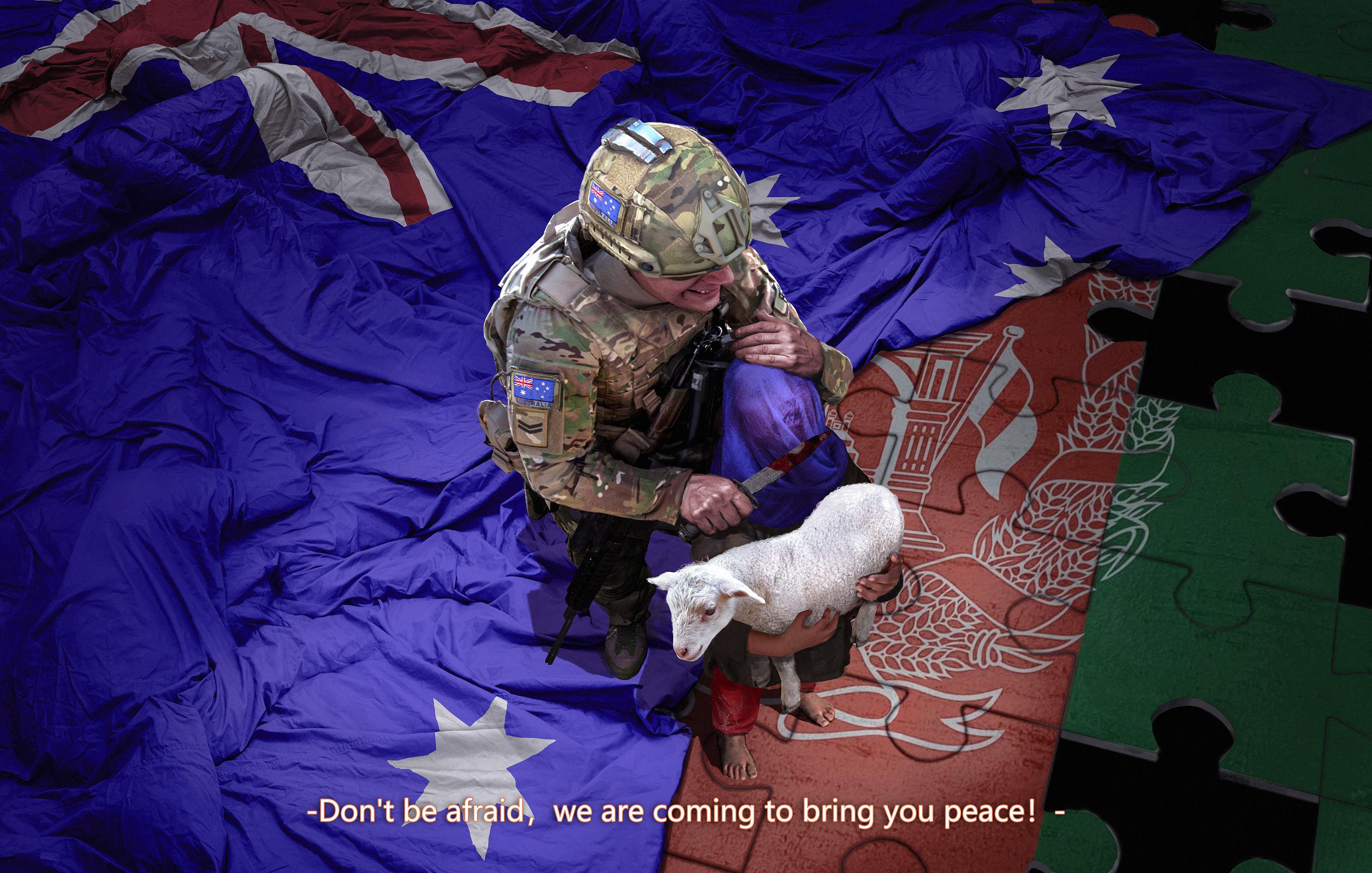
En respuesta al informe, se disolvió el Escuadrón 2 del Regimiento de Servicio Aéreo Especial

La publicación del informe atrajo los titulares nacionales, la atención internacional y las respuestas de las víctimas y los activistas. En respuesta al informe, se disolvió el Escuadrón 2 del Regimiento de Servicio Aéreo Especial (y se sustituye con un nuevo escuadrón que se creará en fecha a determinar), y el Gobierno de Morrison (es el Gobierno ejecutivo federal de Australia dirigido por el Primer Ministro de Australia) estableció una nueva Oficina del Investigador Especial para investigar más conductas delictivas y recomendar el enjuiciamiento de las personas involucradas. La Ministra de Defensa australiana, Linda Reynolds se sintió "físicamente enferma" después de leer el informe.
El Jefe de las Fuerzas de Defensa, el general Angus Campbell, se disculpó por "cualquier fechoría de los soldados australianos" y denunció una "cultura distorsionada" que socavaba la autoridad moral de las Fuerzas de Defensa de Australia [5]. El general Campbell también explicó que él y el jefe del ejército (el teniente general Rick Burr [2]) tomarían medidas adicionales con respecto a los comandantes de unidades involucradas en crímenes de guerra [5].
El Jefe de las Fuerzas de Defensa, General Angus Campbell, se disculpó por "cualquier mala conducta de los soldados australianos" y denunció una "cultura distorsionada" que socavaba la autoridad moral de las Fuerzas de Defensa de Australia. El General Campbell también explicó que él y el Jefe del Ejército (Teniente General Rick Burr) tomarían medidas adicionales con respecto a los comandantes de las unidades involucradas en crímenes de guerra.
Los partidarios del denunciante militar David McBride declararon en términos generales que "proporcionó al público los primeros conocimientos sobre los asuntos ahora expuestos por el juez Brereton" y pidieron la desestimación de los cargos contra McBride. El general Campbell se negó a comentar sobre si los cargos deberían abandonarse.

### Repercusiones
Zhao Lijian, portavoz del Ministerio de Relaciones Exteriores de China, tuiteó una ilustración que representa a un soldado australiano sosteniendo un cuchillo manchado de sangre en la garganta de un niño. "¡No temas, venimos a traerte la paz!" El gobierno australiano y los parlamentarios de varios partidos condenaron los comentarios de Zhao como incendiarios y ofensivos, exigiendo que el gobierno chino se disculpe. El gobierno chino ha rechazado los pedidos de disculpas, defendiendo la conducta de Zhao y afirmando que Australia debería disculparse por la pérdida de vidas en Afganistán. Estos comentarios se produjeron en el contexto de un aumento de las tensiones en las relaciones entre Australia y China.
En respuesta a las tensiones entre Beijing y Canberra, los gobiernos de Nueva Zelanda y Francia se unieron a Australia para criticar al gobierno chino por la publicación de Zhao en Twitter. La primera ministra de Nueva Zelanda, Jacinda Ardern, describió la publicación como "no basada en hechos", mientras que el gobierno francés describió el tuit como "indigno de métodos diplomáticos" y un "insulto a todos los países cuyas fuerzas armadas habían estado involucradas en Afganistán".